# 国务院调查组
本表按成立时间顺序列出中华人民共和国国务院设立过的“调查组”官方标准全称及成立和撤销日期、组成人员等简要信息。

## 2003年成立

### 国务院川东北气矿“12·23”井喷特大事故调查组
2003年12月27日成立。
- 调查组领导小组
  - 组长：国务院安全生产委员会副主任、国家安全生产监督管理局局长王显政
  - 副组长
    - 重庆市人民政府市长王鸿举
    - 中华人民共和国监察部副部长陈昌智
    - 中华全国总工会书记处书记张鸣起
    - 国务院国有资产监督管理委员会副主任邵宁
    - 国务院安全生产委员会办公室副主任、国家安全生产监督管理局副局长孙华山
    - 重庆市人民政府副市长吴家农

- 事故调查组
  - 技术组
  - 管理组
  - 综合组
- 专家组

## 2004年成立

### 国务院“11·21”东方航空空难调查小组
国务院“11·21”东方航空云南公司空难调查小组2004年11月22日上午在包头成立，小组下设领导组、事故调查组和专家组。

## 2005年成立

### 国务院海州立井“2·14”特大瓦斯爆炸事故调查组
2005年2月17日下午5时成立。
- 组长：“2.14”事故调查领导小组副组长、国家煤矿安全监察局副局长赵铁锤
- 副组长：
  - “2.14”事故调查领导小组副组长、辽宁省人民政府副省长刘国强
  - 国家煤矿安全监察局监察专员李世钧
  - 监察部执法监察室副主任王先文
  - 监察部驻国家安全生产监督管理局（国家煤矿安全监察局）监察局局长王武琪
  - 国家煤矿安全监察局煤监一司司长付建华
  - 中华全国总工会劳动保护部副部长王俊治
  - 辽宁煤矿安全监察局局长王占洲
- 成员有10名，分别来自国家煤矿安全监察局、监察部、全国总工会、辽宁省等有关部门。

- 技术组
  - 组长：国家煤矿安全监察局煤监一司司长付建华
- 管理组
  - 组长：监察部执法监察室副主任王先文
- 综合组
  - 组长：中华全国总工会劳动保护部副部长王俊治

## 2006年成立

### 国务院山西省大同市左云县新井煤矿“5·18”特别重大透水事故调查组
- 组长：国家安全生产监督管理总局局长 李毅中
- 副组长：
  - 山西省人民政府省长 于幼军
  - 国家煤矿安全监察局局长 赵铁锤
  - 中华人民共和国公安部副部长 刘金国
  - 中华人民共和国监察部副部长 陈昌智
  - 中华人民共和国国土资源部副部长 汪民
  - 中华全国总工会书记处书记、纪检组长 张鸣起
  - 山西省人民政府副省长 胡苏平
  - 山西省人民政府秘书长 李政文
  - 国家煤矿安全监察局副局长 彭建勋

- 技术组
- 管理组
- 综合组
- 专家组

- 最高人民检察院派人参与事故调查工作

### 国务院山西省大同煤矿集团轩岗煤电有限公司焦家寨煤矿“11·5”特别重大瓦斯爆炸事故调查组
- 调查组由安监总局、煤监局、监察部、全国总工会和山西省人民政府组成，请最高人民检察院参加。

## 2007年成立

### 国务院山西省临汾市洪洞县瑞之源煤业公司“12·5”特别重大瓦斯爆炸事故调查组
- 组长：国家安全生产监督管理总局局长 李毅中

- 副组长：
  - 山西省人民政府代省长 孟学农
  - 国家煤矿安全监察局局长 赵铁锤
  - 中华人民共和国监察部副部长 屈万祥
  - 中华人民共和国国土资源部党组成员 王瑞生
  - 中华全国总工会书记处书记、纪检组长 张鸣起
  - 山西省人民政府副省长 靳善忠
  - 国家煤矿安全监察局副局长 付建华

## 2008年成立

### 国务院山西省临汾市襄汾县新塔矿业有限公司“9·8”尾矿库溃坝特别重大事故调查组
- 组长：国家安全生产监督管理总局局长 王君

- 副组长：
  - 山西省人民政府省长 孟学农
  - 国家安全生产监督管理总局副局长 王德学
  - 中华人民共和国监察部副部长 郝明金
  - 中华人民共和国国土资源部副部长 王世元
  - 中华全国总工会副主席 张鸣起
  - 山西省人民政府副省长 张建民

- 工业信息化部、山西省有关部门派员参加，最高人民检察院派员提前介入调查工作

### 国务院河北省蔚县李家洼煤矿新井“7·14”特别重大炸药燃烧瞒报事故调查组
2008年7月14日，河北省张家口市蔚县李家洼煤矿新井发生特别重大炸药燃烧事故。事故发生后，矿主隐瞒不报、转移尸体、破坏现场、销毁证据、收买记者、高额赔偿遇难者家属;河北省蔚县和南留庄镇党政主要负责人和部分工作人员组织或参与瞒报。事故造成34人死亡、1人失踪，直接经济损失1924万元。调查组由安全监管总局、国家煤矿安监局、监察部、公安部、国土资源部、全国总工会和河北省人民政府组成，邀请最高人民检察院派员参加事故调查工作，并聘请有关专家参与事故调查。国务院河北省蔚县李家洼煤矿新井“7·14”特别重大炸药燃烧瞒报事故调查组10月26日成立。

## 2010年成立

### 国务院神华集团乌海能源公司骆驼山煤矿“3·1”特别重大透水事故调查组
2010年3月1日，神华集团乌海能源有限责任公司（以下简称乌海能源公司）骆驼山煤矿发生特别重大透水事故，造成32人死亡、7人受伤，直接经济损失4853万元。

### 国务院华晋焦煤有限责任公司王家岭矿“3·28”特别重大透水事故调查组
2010年3月28日，华晋焦煤有限责任公司（简称：华晋焦煤公司）王家岭矿在基建施工中发生透水事故，造成38人死亡、115人受伤，直接经济损失4937万元。

### 国务院辽宁省阜新市“5·23”特别重大道路交通事故调查组
- 组长由国家安监总局副局长梁嘉琨担任
- 成员由国家有关部门和辽宁省、天津市、内蒙古自治区政府有关负责同志组成

### 国务院“6·21”特别重大炸药爆炸事故调查组
2010年6月22日正式成立。
- 组长：国家安全生产监督管理总局局长骆琳
- 副组长：
  - 国家安全生产监督管理总局副局长、国家煤矿安全监察局局长赵铁锤
  - 监察部副部长郝明金
  - 河南省人民政府副省长史济春
  - 等人

- 技术组
- 管理组
- 综合组

- 最高人民检察院受邀派员参与调查工作

### 国务院大连中石油国际储运有限公司“7·16”输油管道爆炸火灾事故调查组
2010年7月16日，位于辽宁省大连市保税区的大连中石油国际储运有限公司原油库输油管道发生爆炸，引发大火并造成大量原油泄漏，导致部分原油、管道和设备烧损，另有部分泄漏原油流入附近海域造成污染。事故造成作业人员1人轻伤、1人失踪；在灭火过程中，消防战士1人牺牲、1人重伤。据统计，事故造成的直接财产损失为22330.19万元。

### 国务院黑龙江伊春“8·24”飞机坠机事故调查组
2010年8月24日20时51分，河南航空8387号班机从黑龙江省哈尔滨太平国际机场起飞，共搭载91名乘客与5名机组人员。21时36分，编号为VD8387河南航空E190飞机，从黑龙江省哈尔滨飞往伊春着陆时，在距林都机场跑道头约690米处时失事。飞机冲出跑道断裂，部分乘客被甩出，后起火爆炸。至25日零时左右，飞机明火被扑灭。同时，救援部队营救出了54人并送往医院救治。另外42名遇难者的遗体也被全部找到。其中3名遇難者為該機機組人員。

### 国务院河南省中平能化集团平禹煤电公司四矿“10·16”特别重大煤与瓦斯突出事故调查组
2010年10月19日成立。
- 组长：国家安全生产监督管理总局局长骆琳
- 副组长：
  - 国家安全生产监督管理总局副局长、国家煤矿安全监察局局长赵铁锤
  - 监察部副部长郝明金
  - 中华全国总工会副主席、书记处书记张鸣起
  - 河南省人民政府副省长史济春
  - 国家煤矿安全监察局副局长兼总工程师王树鹤
  - 国家能源局副局长吴吟

- 技术组
- 管理组
- 综合组

- 邀请最高人民检察院派员参加事故调查

### 国务院上海市静安区胶州路公寓大楼“11·15”特别重大火灾事故调查组
- 组长：国家安全生产监督管理总局局长骆琳
- 副组长：
  - 国家安全生产监督管理总局副局长梁嘉琨
  - 中华人民共和国监察部副部长郝明金
  - 中华人民共和国公安部副部长刘金国
  - 中华人民共和国住房和城乡建设部副部长郭允冲
  - 中华全国总工会副主席、书记处书记张鸣起
  - 上海市人民政府副市长沈骏
- 成员：
  - 国家有关部门负责人
  - 上海市有关方面负责人

- 专家组

- 最高人民检察院应邀派员参加调查。

## 2011年成立

### 国务院“7·23”甬温线特别重大铁路交通事故调查组
- 组长：骆琳（国家安全生产监督管理总局局长）
- 副组长：
  - 王德学（国家安全生产监督管理总局副局长）
  - 郝明金（中华人民共和国监察部副部长）
  - 彭开宙（中华人民共和国铁道部副部长）
  - 张鸣起（中华全国总工会副主席、书记处书记）
  - 毛光烈（浙江省人民政府副省长）。
- 成员：
  - 苏洁（国家安全生产监督管理总局监管二司司长）
  - 王大同（中华人民共和国监察部执法监察室副主任）
  - 王力争（国家安全生产监督管理总局监管二司副司长）
  - 陈兰华（中华人民共和国铁道部安全监察司司长）
  - 徐恩毅（中华全国总工会劳动保护部副部长）
  - 徐林（浙江省安全生产监督管理局局长）
  - 谢双成（浙江省监察厅副厅长）
  - 李锦平（浙江省总工会副主席）

- 技术组
  - 组长：王德学（兼）（国家安全生产监督管理总局副局长）
  - 副组长：
    - 王力争（国家安全生产监督管理总局监管二司副司长）
    - 徐林（浙江省安全生产监督管理局局长）
    - 陈兰华（中华人民共和国铁道部安全监察司司长）
    - 李德忠（国家安全生产监督管理总局监察专员）
    - 王晋中（国家安全生产应急指挥中心副主任）

- 管理组
  - 组长：王大同（兼）（中华人民共和国监察部执法监察室副主任）
  - 副组长：
    - 王武琦（中华人民共和国监察部驻国家安全生产监督管理总局监察局局长）
    - 刘云昌（国家安全生产监督管理总局监察专员）
    - 郭新庆（国家安全生产监督管理总局监察专员）
    - 徐恩毅（中华全国总工会劳动保护部副部长）
    - 秦德润（中华人民共和国铁道部纪委巡视员、驻部监察局副局长）

- 综合组
  - 组长：苏洁（兼）（国家安全生产监督管理总局监管二司司长）
  - 副组长：
    - 张宏波（国家安全生产监督管理总局监察专员）
    - 徐洪军（浙江省安全生产监督管理局副局长）

- 专家组
  - 组长：周孝信（中国科学院院士，中国电力科学研究院名誉院长）
  - 副组长：
    - 王梦恕（中国工程院院士，北京交通大学隧道及地下工程试验研究中心主任）
    - 郭进（西南交通大学信息学院副院长，教授）

  - 成员：
    - 于永清（中国电力科学研究院副院长，教授）
    - 陈维江（国家电网特高压部主任，教授）
    - 唐涛（北京交通大学国家重点实验室主任，教授）
    - 纪嘉伦（北京交通大学原交通运输学院院长，教授）
    - 李和平（中国铁道科学研究院研究员）

- 最高人民检察院应邀派员参与调查：
  - 徐向春（最高人民检察院铁路运输检察厅副厅长）
  - 曹康（最高人民检察院副厅级检察员）
  - 王亚卿（最高人民检察院正处级检察员）
  - 牛正良（最高人民检察院渎职侵权检察厅重大责任事故调查办公室主任）

2011年7月23日20时30分05秒，甬温线浙江省温州市境内，由北京南站开往福州站的D301次列车与杭州站开往福州南站的D3115次列车发生动车组列车追尾事故，造成40人死亡、172人受伤，中断行车32小时35分，直接经济损失19371.65万元。
按照中央领导同志的重要指示精神和《生产安全事故报告和调查处理条例》(国务院令第493号)等有关法律法规规定，7月25日，国务院批准成立了国务院“7•23”甬温线特别重大铁路交通事故调查组(以下简称事故调查组)；8月10日，根据调查工作需要，国务院第167次常务会议决定对事故调查组进行充实、加强。事故调查组由国家安全监管总局局长任组长，国家安全监管总局、监察部、工业和信息化部、电监会、全国总工会、浙江省人民政府各1名负责同志和3位曾担任过国家有关部门(单位)或地方政府主要负责人且熟悉铁路工作的老同志任副组长。事故调查组下设技术组、管理组、综合组。同时，聘请了12名铁路运输、电力、电气、自动化、通信、信号、安全管理、建筑等专业领域的专家组成专家组(其中有全国人大代表2名、全国政协委员1名、“两院”院士2名)。邀请最高人民检察院派员参加了事故调查工作。
调查报告显示：建议给予党纪、政纪处分人员54人，因在事故后因病死亡免予追究责任人员1人。

### 国务院云南省曲靖市师宗县私庄煤矿“11·10”特别重大煤与瓦斯突出事故调查组
11月10日6时19分，云南省曲靖市师宗县私庄煤矿发生特别重大煤与瓦斯突出事故，事故发生至今，确定在井下的43名矿工已经全部遇难，其中还有8人至今被埋井下，搜寻工作目前仍在进行。12月3日，由国家安全监管总局、煤监局、监察部等单位组成的国务院云南省曲靖市师宗县私庄煤矿“11·10”特别重大煤与瓦斯突出事故调查组进驻曲靖，对私庄煤矿“11·10”特别重大煤与瓦斯突出事故正式展开调查。

## 2012年成立

### 国务院延安“8.26”特别重大道路交通事故调查组
西安8月26日电 26日凌晨2时18分许，陕西省延安市境内的包茂高速公路安塞段由北向南K484+95米处，发生一起双层卧铺客车与运送甲醇货运车辆追尾碰撞交通事故，造成两车起火。截至目前，事故共致36人死亡，甲醇货运车两名司机已被警方控制。调查组的成员单位，包括国家安监总局、监察部、公安部、交通运输部、工业和信息化部、全国总工会，以及事故发生地陕西省、卧铺客车所属的内蒙古自治区和罐车所属的河南省都有相关负责人到场参会。国家安监总局副局长王德学担任调查组组长。
2012年8月26日2时31分许，包茂高速公路陕西省延安市境内发生一起特别重大道路交通事故，造成36人死亡、3人受伤，直接经济损失3160.6万元。
按照中央领导同志重要批示精神和《生产安全事故报告和调查处理条例》(国务院令第493号)等有关法律法规规定，2012年8月29日，国务院批准成立了由国家安全监管总局牵头，监察部、公安部、交通运输部、工业和信息化部、全国总工会、内蒙古自治区人民政府、河南省人民政府、陕西省人民政府组成的国务院包茂高速陕西延安“8·26”特别重大道路交通事故调查组(以下简称事故调查组)。事故调查组聘请了有关专家，并邀请最高人民检察院派员参加了事故调查工作。
调查报告显示：司法机关已采取措施人员10人，建议给予党纪、政纪处分人员26人。

### 国务院四川攀枝花市西区肖家湾煤矿“8·29”特别重大瓦斯爆炸事故调查组
2012年9月1日成立。

## 2013年成立

### 国务院吉林省吉煤集团通化矿业集团公司八宝煤业公司“3·29”特别重大瓦斯爆炸事故调查组
2013年3月29日，吉林省吉煤集团通化矿业（集团）有限责任公司八宝煤业公司发生特别重大瓦斯爆炸事故，造成36人死亡、12人受伤，企业瞒报7人死亡。4月1日，公司违反禁令擅自组织人员进入井下作业，又发生瓦斯爆炸事故，造成17人死亡、8人受伤。依据国家有关法律法规，并报经国务院批准，4月7日成立了由国家安全监管总局局长杨栋梁为组长，国家安全监管总局、国家煤矿安监局、监察部、全国总工会、国家能源局、吉林省人民政府有关负责同志等参加的国务院吉林省吉煤集团通化矿业集团公司八宝煤业公司“3·29”特别重大瓦斯爆炸事故调查组（以下简称事故调查组），邀请最高人民检察院派员参加了事故调查工作，并聘请有关专家参与了事故调查。

### 国务院山东保利民爆济南科技有限公司“5·20”特别重大爆炸事故调查组
2013年5月20日10时许，位于山东省章丘市的保利民爆济南科技有限公司乳化震源药柱生产车间发生爆炸事故，造成33人死亡、19人受伤，直接经济损失6600余万元。山东保利民爆济南公司“5•20”特别重大事故发生后，按照中央领导同志的批示指示要求，依据相关法律法规的规定，国务院成立了由国家安全监管总局、监察部、工业信息化部、公安部、国务院国资委、全国总工会、山东省人民政府有关负责同志和人员组成的事故调查组，聘请专家组成专家组，并邀请最高人民检察院派员参加调查。事故调查组通过现场勘验、调查取证、检验测试、技术鉴定和分析论证，查明了事故发生的经过、直接原因和间接原因、人员伤亡和财产损失情况，认定了事故性质和责任。

### 国务院吉林德惠吉林宝源丰禽业有限公司“6·3”特别重大燃烧事故调查组
2013年6月3日6时6分，发生在中国吉林省长春市德惠市米沙子镇吉林宝源丰禽业有限公司的一起特别重大火灾，已造成121人死亡，77人受伤。事故调查组组长由国家安全监管总局局长杨栋梁担任，副组长由公安部、监察部、安全监管总局、全国总工会和吉林省政府有关负责人担任，成员由国家和省有关部门负责人及专家组成。

### 国务院山东省青岛市“11·22”中石化东黄输油管道泄漏爆炸特别重大事故调查组
2013年11月22日10时25分，位于山东省青岛经济技术开发区的中国石油化工股份有限公司管道储运分公司东黄输油管道泄漏原油进入市政排水暗渠，在形成密闭空间的暗渠内油气积聚遇火花发生爆炸，造成62人死亡、136人受伤，直接经济损失75172万元。
2013年11月22日于青岛发生的输油管线爆燃事故，中国国务院调查组认定为严重责任事故，已控制中石化系统7人，全案名为“山东省青岛市‘11·22’中石化东黄输油管道泄漏爆炸特别重大事故”。这发生在中国山东省青岛市黄岛区的一起中国石化公司输油管道泄露、起火及爆燃的事故，造成62人死亡，136人受伤，事故三天后，国务院授权国家安全监管总局等七个国家与省级部分成立事故调查组，至翌年1月10日公布调查报告与惩处与问责详情。
根据国务院《生产安全事故报告和调查处理条例》，由于此次事故已经达到30人或以上死亡的“特别重大事故”等级，因而由国务院或者国务院授权有关部门组织调查组进行调查。事故调查组全名“国务院山东省青岛市“11·22”中石化东黄输油管道泄漏爆炸特别重大事故调查组”，由安监总局、监察部、公安部、环保部、国资委、全国总工会、山东省政府及其部门有关负责人组成，并下设技术组、管理组、综合组，邀请最高人民检察院派员参加调查。
调查报告显示：司法机关已采取措施人员15人，建议给予党纪、政纪处分人员48人。

## 2014年成立

### 国务院晋济高速公路山西晋城段岩后隧道“3·1”特别重大道路交通危化品燃爆事故调查组
2014年3月1日14时45分许，位于山西省晋城市泽州县的晋济高速公路山西晋城段岩后隧道内，两辆运输甲醇的铰接列车追尾相撞，前车甲醇泄漏起火燃烧，隧道内滞留的另外两辆危险化学品运输车和31辆煤炭运输车等车辆被引燃引爆，造成40人死亡、12人受伤和42辆车烧毁，直接经济损失8197万元。
遵照党中央、国务院领导同志的重要批示指示要求，依据《安全生产法》和《生产安全事故报告和调查处理条例》（国务院令第493号）等有关法律法规规定，2014年3月13日，国务院批准成立了由国家安全监管总局、监察部、公安部、交通运输部、全国总工会、山西省人民政府有关负责同志等参加的国务院晋济高速公路山西晋城段岩后隧道“3?1”特别重大道路交通危化品燃爆事故调查组（以下简称事故调查组），开展事故调查工作。事故调查组邀请最高人民检察院派员参加，并聘请了国内交通、公安、隧道、车辆、消防、爆炸、化工、特种设备等方面的专家参加事故调查工作。
调查报告显示：司法机关已采取措施人员33人，建议给予党纪、政纪处分人员33人，事后自杀不予追究人员1人。
2014年3月成立。

### 国务院沪昆高速湖南邵阳段“7·19”特别重大道路交通危化品爆燃事故调查组
2014年7月19日2时57分，湖南省邵阳市境内沪昆高速公路1309公里33米处，一辆自东向西行驶运载乙醇的车牌号为湘A3ZT46轻型货车，与前方停车排队等候的车牌号为闽BY2508大型普通客车（以下简称大客车）发生追尾碰撞，轻型货车运载的乙醇瞬间大量泄漏起火燃烧，致使大客车、轻型货车等5辆车被烧毁，造成54人死亡、6人受伤（其中4人因伤势过重医治无效死亡），直接经济损失5300余万元。
遵照党中央、国务院领导同志的重要批示要求，依据《安全生产法》和《生产安全事故报告和调查处理条例》（国务院令第493号）等有关法律法规规定，2014年7月21日，国务院批准成立了由国家安全监管总局、公安部、监察部、交通运输部、全国总工会、湖南省人民政府有关负责同志等参加的国务院沪昆高速湖南邵阳段“7•19”特别重大道路交通危化品爆燃事故调查组（以下简称事故调查组），开展事故调查工作。事故调查组邀请最高人民检察院派员参加，并聘请了公安、交通、消防、车辆、质检、化工、塑料加工等方面的专家参加事故调查工作。
调查报告显示：司法机关已采取措施人员35人，建议给予党纪、政纪处分人员72人，因在事故中死亡免予追究责任人员4人。

### 国务院江苏苏州昆山市中荣金属制品有限公司“8·2”特别重大爆炸事故调查组
2014年8月2日7时34分，位于江苏省苏州市昆山市昆山经济技术开发区（以下简称昆山开发区）的昆山中荣金属制品有限公司（台商独资企业，以下简称中荣公司）抛光二车间（即4号厂房，以下简称事故车间）发生特别重大铝粉尘爆炸事故，当天造成75人死亡、185人受伤。依照《生产安全事故报告和调查处理条例》（国务院令第493号）规定的事故发生后30日报告期，共有97人死亡、163人受伤（事故报告期后，经全力抢救医治无效陆续死亡49人，尚有95名伤员在医院治疗，病情基本稳定），截至12月30日，共有146人死亡，114人受伤。直接经济损失3.51亿元。
有关法律法规，经国务院批准，8月4日，成立了由安全监管总局局长杨栋梁任组长，安全监管总局、监察部、工业和信息化部、公安部、全国总工会、江苏省人民政府有关负责同志等参加的国务院江苏省苏州昆山市中荣金属制品有限公司“8•2”特别重大爆炸事故调查组（以下简称事故调查组），开展事故调查工作。同时，邀请最高人民检察院派员参加，聘请了国内粉尘爆炸、消防、建筑、机械、材料、电气等方面的院士、专家参加事故调查工作。
调查报告显示：司法机关已采取措施人员18人，建议给予党纪、政纪处分人员35人。

### 国务院西藏拉萨“8·9”特别重大道路交通事故调查组
2014年8月9日14时37分许，西藏自治区拉萨市尼木县境内318国道发生一起特别重大道路交通事故，造成44人死亡、11人受伤，直接经济损失3900余万元。
2014年8月10日，报请国务院批准，成立了由国家安全监管总局、公安部、监察部、交通运输部、全国总工会、旅游局和西藏自治区人民政府相关负责同志组成的国务院西藏拉萨“8·9”特别重大道路交通事故调查组（以下简称事故调查组）。事故调查组邀请最高人民检察院派员参加，并聘请了车辆技术、公路工程、公安交管、交通事故处理等领域专家参加事故调查工作。
调查报告显示：司法机关已采取措施人员7人，建议给予党纪、政纪处分人员15人，因在事故中死亡免予追究责任人员1人。

## 2015年成立

### 国务院陕西咸阳“5·15”特别重大道路交通事故调查组
5月15日15时，陕西省咸阳市淳化县境内发生特别重大道路交通事故，造成35人死亡、11人受伤。根据国家有关法律规定，经国务院批准，由国务院有关部门和陕西省政府负责人参加的国务院陕西咸阳“5·15”特别重大道路交通事故调查组17日在陕西咸阳成立。事故调查组组长为国家安全监管总局副局长孙华山。
2015年5月17日成立。

### 国务院河南平顶山“5·25”特别重大火灾事故调查组
5月25日19时33分，河南省平顶山市鲁山县康乐园老年公寓发生特别重大火灾事故，造成38人死亡、6人受伤。经国务院批准，依法成立了事故调查组，并成立了技术组、管理组、责任追究组和综合组等四个专项工作组，同时最高检派员参加事故调查。调查组组长为安监总局副局长孙华山。
2015年5月27日成立。

### 国务院“东方之星”号客轮翻沉事件调查组
2015年6月11日，东方之星翻沉事故调查正式展开，调查组由国家安全监管总局局长杨栋梁任组长，成员包括交通运输部、工业和信息化部、公安部、民政部、水利部、中国气象局、湖北省和重庆市有关负责人，并聘请国务院应急管理专家及国内气象水文、航运安全、船舶设计制造、水上交通管理和信息化、法律等方面20多位权威专家，60多人加入调查，组成国务院“东方之星”号客轮翻沉事件调查组。
2015年6月2日成立。

### 国务院天津港“8·12”特别重大火灾爆炸事故调查组
2015年8月13日成立。

## 2019年成立

### 国务院江苏响水天嘉宜公司“3·21”特别重大爆炸事故调查组
2019年3月22日成立，由应急管理部党组书记、副部长黄明任组长。

## 2020年成立

### 国务院福建省泉州市欣佳酒店“3•7”坍塌事故调查组
2020年3月12日，国务院成立福建省泉州市欣佳酒店“3•7”坍塌事故调查组，并任命国务院安委会办公室副主任付建华为组长。

## 2021年成立

### 国务院河南郑州“7·20”特大暴雨灾害调查组
2021年8月2日，国务院决定成立调查组，由应急管理部牵头，相关方面参加，对河南郑州“7·20”特大暴雨灾害进行调查。

## 2022年成立

### 国务院湖南长沙“4·29”特别重大居民自建房倒塌事故调查组
2022年5月6日，国务院决定成立调查组，对湖南长沙“4·29”特别重大居民自建房倒塌事故进行调查，由应急管理部牵头。

### 国务院河南安阳“11·21”特别重大火灾事故
2022年11月23日，国务院决定成立调查组，对河南安阳市凯信达商贸有限公司“11·21”特别重大火灾事故进行调查，由应急管理部牵头。

## 2023年成立

### 国务院宁夏银川富洋烧烤店“6·21”特别重大燃气爆炸事故调查组
2023年6月25日，国务院决定成立调查组，对宁夏银川富洋烧烤店“6·21”特别重大燃气爆炸事故进行调查，由应急管理部牵头。